# Lasioglossum tripunctatum
Lasioglossum tripunctatum är en biart som först beskrevs av Cockerell 1929.  Lasioglossum tripunctatum ingår i släktet smalbin, och familjen vägbin. Inga underarter finns listade i Catalogue of Life.